# Ryszard Malinowski (pułkownik)
Ryszard Malinowski (ur. 1 kwietnia?/13 kwietnia 1870, zm. 1941 w Griazowcu) – pułkownik intendent Wojska Polskiego.

## Życiorys
Syn Marcelego urodzony 13 kwietnia 1870.
Po zakończeniu I wojny światowej i odzyskaniu przez Polskę niepodległości w 1918 został przyjęty do Wojska Polskiego. 20 września 1920 został zatwierdzony z dniem 1 kwietnia 1920 w stopniu pułkownika, w grupie oficerów byłych Korpusów Wschodnich i byłej armii rosyjskiej. W tym czasie pełnił służbę w Komisji Odbiorczej Ministerstwa Spraw Wojskowych w warszawskiej Cytadeli. 26 października 1923 prezydent RP Stanisław Wojciechowski zatwierdził go w stopniu pułkownika intendenta w stanie spoczynku.
W latach 20. i 30. jako pułkownik intendent przeniesiony w stan spoczynku zamieszkiwał w Warszawie, był zweryfikowany z lokatą 1 na liście starszeństwa z dniem 1 czerwca 1919 i pozostawał w ewidencji Powiatowej Komendy Uzupełnień Warszawa Miasto III.
24 września 1939, po agresji ZSRR na Polskę, został aresztowany przez sowietów i osadzony w juchnowskim obozie. 18 czerwca 1940 został przeniesiony do obozu jenieckiego NKWD w Griazowcu, gdzie zmarł 28 września 1941.

## Ordery i odznaczenia
- Order Świętego Włodzimierza 4 stopnia – 10 sierpnia 1915[1]
- Order Świętej Anny 3 stopnia – 1906[1]
- Order Świętego Stanisława 3 stopnia – 1905[1]